# Пастухов Євген Микитович
Євге́н Мики́тович Пастухо́в (1912, село Ординці, тепер Погребищенського району Вінницької області — ?) — український радянський діяч, вибійник шахти «Чигарі» тресту «Дзержинськвугілля» Сталінської області. Депутат Верховної Ради УРСР 2-го скликання.

## Біографія
Трудову діяльність розпочав на шахті імені Карла Маркса у місті Єнакієве Сталінської області. Працював кріпильником, коногоном, а потім — вибійником шахти.
З грудня 1943 року — у Червоній армії, учасник німецько-радянської війни з березня 1944 року. Служив командиром кулеметного відділення 2-ї кулеметної роти 2-го стрілецького батальйону 761-го стрілецького полку 317-ї стрілецької дивізії 2-го Українського фронту.
Після демобілізації — вибійник шахти «Чигарі» тресту «Дзержинськвугілля» Сталінської області. Систематично перевиконував виробничі завдання, застосовував новаторські методи праці.

## Звання
- старший сержант

## Нагороди
- орден Трудового Червоного Прапора (1.01.1948)
- три медалі «За відвагу» (19.02.1944, 15.10.1944, 20.01.1945)
- медаль «За взяття Будапешту» (1945)
- медаль «За перемогу над Німеччиною у Великій Вітчизняній війні 1941—1945 років» (1945)
- медалі